# Лапен, Жан-Мишель
Жан-Мишель Лапен (фр. Jean-Michel Lapin гаит. креол. Jean-Michel Lapin) — гаитянский врач и государственный деятель. Он был временным премьер-министром Гаити с 21 марта 2019 по 4 марта 2020 года.

## Биография
Начал свою карьеру на государственной службе в Министерстве здравоохранения (MSPP) (1988—1989), а затем стал директором Национальной библиотеки Гаити (1989—2007). В феврале 2007 года он вступил в Министерство культуры и связи сначала в качестве курьера, а затем в качестве генерального директора. 18 сентября 2018 года Жан-Мишель Лапен назначен министром культуры и связи.
21 марта 2019 года он стал исполняющим обязанности премьер-министра Гаити, заменив Жан-Анри Сеан. 9 апреля он отвечает за формирование правительства. Его правительство объявлено 9 мая. 22 июля 2019 года ушёл в отставку.